# Перехрестове
Перехре́стове — село в Україні, в Затишанській селищній територіальній громаді Роздільнянського району Одеської області. Населення становить 1035 осіб.

## Населення
Згідно з переписом 1989 року населення села становило 1033 особи, з яких 465 чоловіків та 568 жінок.
За переписом населення 2001 року в селі мешкало 1035 осіб.

### Мова
Розподіл населення за рідною мовою за даними перепису 2001 року:
| Мова       | Відсоток |
| ---------- | -------- |
| українська | 91,01 %  |
| молдовська | 5,22 %   |
| російська  | 2,71 %   |
| циганська  | 0,39 %   |
| німецька   | 0,29 %   |
| білоруська | 0,1 %    |
| болгарська | 0,1 %    |

## Історія
В 1865 році відкрито залізницю Одеса-Балта, однак на відміну від майже всіх інших, станцію Перехрестове побудовано не разом з нею, а на 11 років пізніше, у 1876 році, посередині завеликого, 26-кілометрового прогону між Затишшям та Мардарівкою. 
Перехрестове у сучасному розумінні, утворене в середині ХХ сторіччя - об'єднанням сіл Перехрестове Друге та Зелений Гай, що розташовувались з східного та західного боків залізниці, відповідно. 
Станом на 1941 рік, село Перехрестове Друге мало 68 дворів та було значною мірою подібним до сучасного східного боку залізниці займаючи близько половини теперішніх вулиць. Зелений Гай складався з однієї вулиці, що простягалась від станції на південь (сучасна вулиця Шкільна) та мав 18 дворів. Вулиця й досі відрізняється від інших, побудованих пізніше, рідшим розташуванням будинків. З 1959 по 1967 зведено 200 нових будинків. 
В Перехрестовому діяв колгосп "Україна", що серед іншого мав розвинене садівництво. З допоміжних підприємств діяли 2 олійні, 2 лісопильні, 3 ремонтні майстерні. Також діяли філії Великомихайлівського винзаводу та Захарівського маслозаводу.
Зі складу Перехрестівської сільської ради було виділено спочатку Онилівську, а у 1990 році - Новозаріцьку сільські ради.
З 2020 року в складі Затишанської селищної громади та Роздільнянського району. Центр Перехрестівського старостинського округу.

## Інфраструктура
В селі діє залізнична станція, амбулаторна лікарня, середня школа, будинок культури, Свято-Христо-Воздвиженська церква УПЦ МП, Затишанське комунальне підприємство "Добробут".,  декілька фермерських господарств, магазини. Також діє філія Затишанського елеватора, що містить підлогові зерносховища, загальною площею близько 7 тис. м² обладнаних під'їзною колією.
Через Перехрестове проходить дорога С162501 Новопавлівка - Онилове. Проходить через залізничний переїзд, та має відгалуження на Перехрестове Перше - дорогу С162502 .
На залізничній станції здійснюють зупинку приміські електропоїзди, що курсують за напрямками Одеса-Балта та Одеса-Вапнярка - 5 пар на добу.